# چیما دی پینادی
چیما دی پینادی (به لاتین: Cima di Pinadee) یک کوه در سوئیس است که در کانتون تیچینو واقع شده‌است. چیما دی پینادی ۲٬۴۸۶ متر بالاتر از سطح دریا واقع شده‌است.